# Großsteingrab Slagslunde Skov 2
Das Großsteingrab Slagslunde Skov 2 ist eine megalithische Grabanlage der jungsteinzeitlichen Nordgruppe der Trichterbecherkultur im Kirchspiel Slagslunde in der dänischen Kommune Egedal.

## Lage
Das Grab liegt nordnordöstlich von Slagslunde nahe dem Nordrand des Waldgebiets Slagslunde Skov. In der näheren Umgebung gibt bzw. gab es zahlreiche weitere megalithische Grabanlagen.

## Forschungsgeschichte
Im Jahr 1875 führten Mitarbeiter des Dänischen Nationalmuseums eine Dokumentation der Fundstelle durch. Eine weitere Dokumentation erfolgte 1982.

## Beschreibung
Die Anlage besaß ursprünglich eine wohl runde Hügelschüttung unbekannter Größe. Der Hügel war bereits vor 1875 fast vollständig abgetragen worden. 4 m nördlich der Grabkammer ist eine flache Erhebung mit einer ost-westlichen Länge von 8 m, einer nord-südlichen Breite von 2 m und einer erhaltenen Höhe von 0,3 m zu erkennen. Möglicherweise handelt es sich hierbei um Reste der Hügelschüttung. Die Anlage besaß ursprünglich eine runde Umfassung, von der noch mindestens ein Stein erhalten zu sein scheint. Er liegt westlich der Kammer und misst 0,7 × 0,8 × 0,8 m. Ein kleinerer Stein mit einer Länge und Breite von je 0,3 m liegt 1,5 m östlich hiervon.
Die Grabkammer ist wohl als Dolmen anzusprechen. Sie hat einen rechteckigen Grundriss. Der Bericht von 1875 beschreibt sie (wohl fehlerhaft) als ost-westlich orientiert und noch aus zwei Wandsteinen bestehend. Heute sind allerdings, wie schon im Bericht von 1982 beschrieben, deutlich zwei Wandsteine einer Langseite und ein Abschlussstein einer Schmalseite zu erkennen. Zwischen den beiden Wandsteinen befindet sich eine Lücke. Die Kammer ist nord-südlich orientiert. Zu ihren Maßen liegen keine Angaben vor.